# Święty Idzi

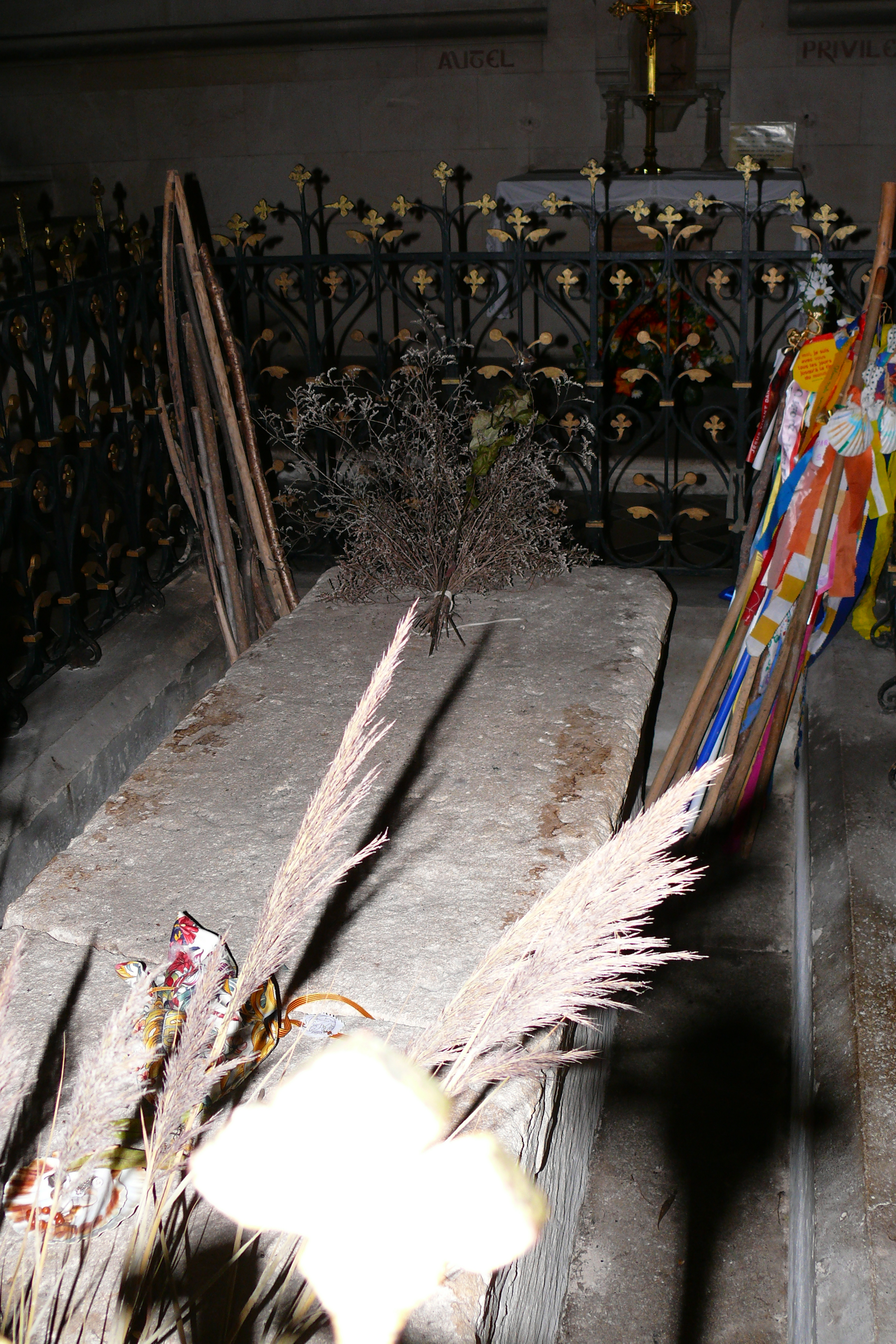
Grób św. Idziego w kościele w Saint-Gilles.

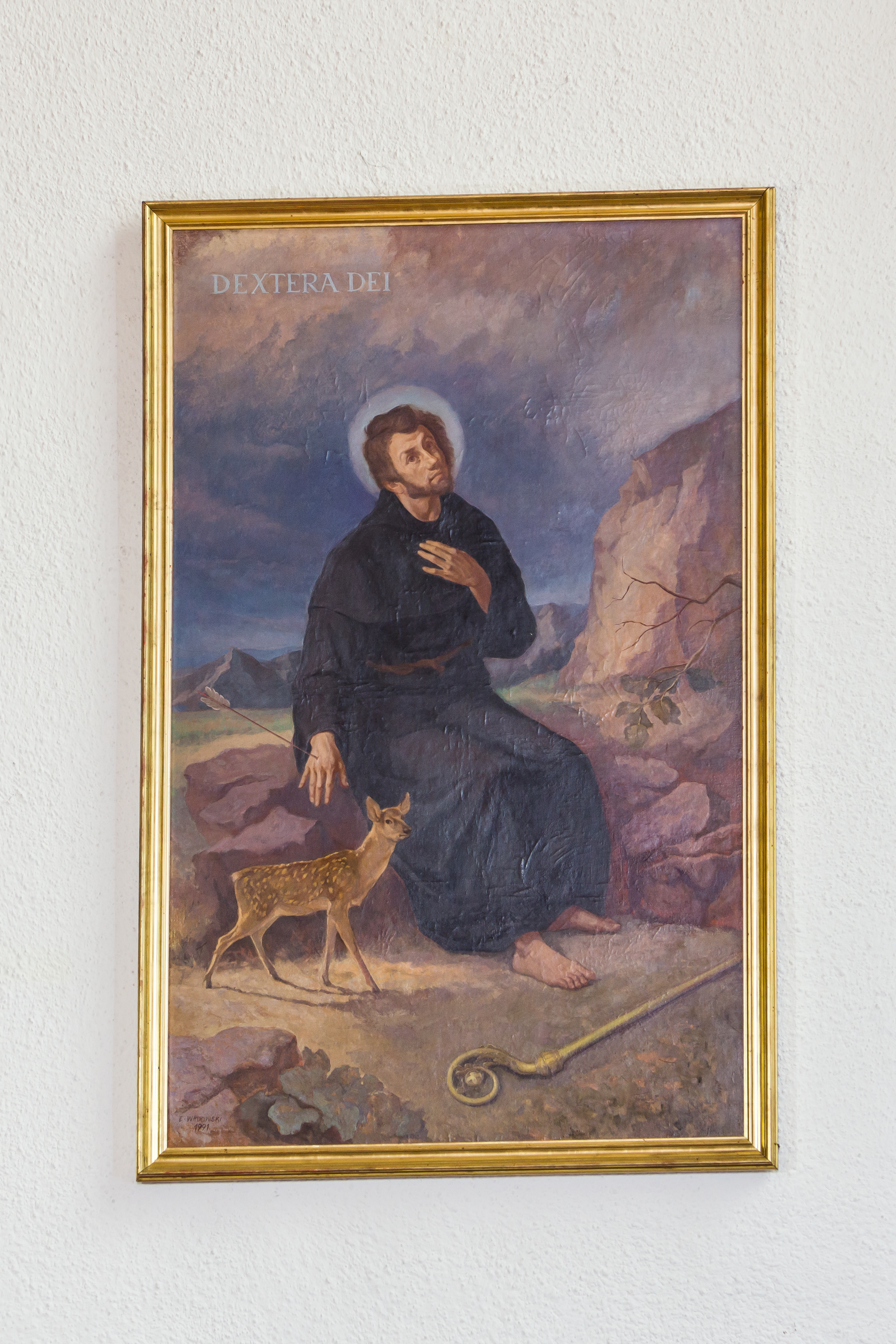
Obraz św. Idziego z kościoła parafialnego w Choceniu

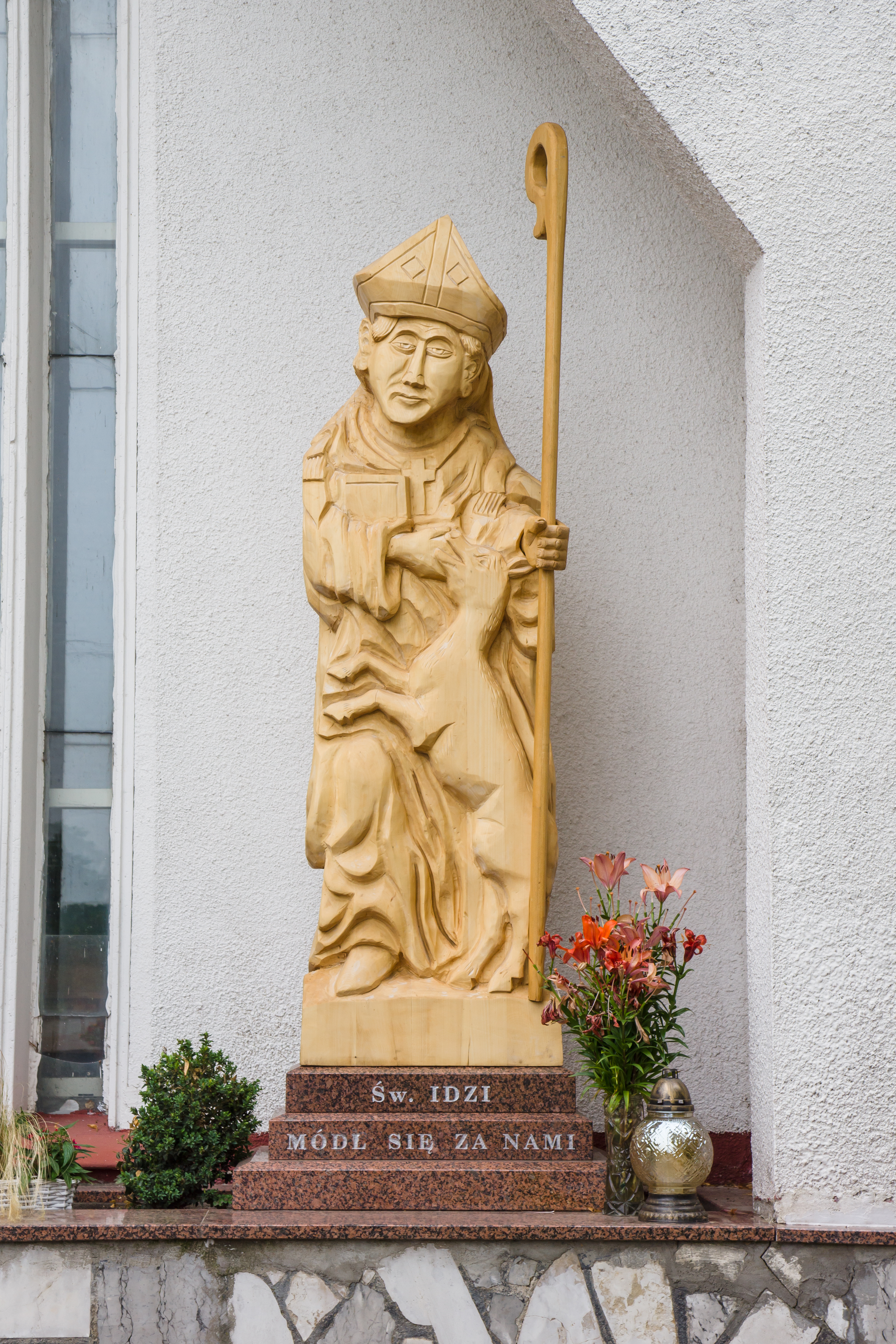
Figura św. Idziego przed kościołem św. Idziego w Choceniu

Święty Idzi, łac. Sanctus Aegidius, fr. Saint Gilles l’Ermite (ur. pomiędzy 640 a 650 w Atenach, zm. 1 września pomiędzy 720 a 725 w Saint-Gilles) – francuski opat, eremita z Gallii Narbonensis, święty Kościoła katolickiego i prawosławnego, jeden z Czternastu Świętych Wspomożycieli.

## Żywot świętego
Dane biograficzne dotyczące Idziego są bardzo skąpe. Podstawowym źródłem dotyczącym jego losów jest list papieża Jana VIII z 878 roku. Późniejszy życiorys św. Idziego z X wieku uchodzi za zbiór zapożyczeń z innych utworów hagiograficznych.
Pochodzący z królewskiego rodu Św. Idzi urodził się w Atenach. Był synem Teodora i Pelagii. Po śmierci rodziców rozdał majątek ubogim i już w młodym wieku zasłynął cudami. Bojąc się sławy wśród ludzi, przybył drogą morską do Marsylii, gdzie przebywał św. Cezary, biskup Arles.
Chęć prowadzenia pustelniczego życia skierowała go do pustelnika Werdoniusza, z którym zamieszkał w dolinie rzeki Gardo. Ponieważ i tam przybyła za nim sława cudów, przed którą uciekał, opuścił Werdoniusza i udał się nad ujście Rodanu. Tam podczas polowania, w pogoni za łanią, jego towarzyszką i żywicielką, odnalazł go król Gotów Flavius, który obiecał na tym miejscu ufundować klasztor, o ile zgodzi się On być jego pierwszym opatem. Św. Idzi najpierw się opierał, ale ostatecznie przystał na tę propozycję i zbudował klasztor. Następnie przyjął święcenia kapłańskie i został jego pierwszym opatem. Sława i cuda św. Idziego dotarła do króla Franków Karola, który zaprosił go na spotkanie. Święty spotkał się z nim w Orleanie. Po powrocie do swego klasztoru wybrał się w podróż do Rzymu, gdzie ofiarował swój klasztor papieżowi i uzyskał od niego przywilej egzempcji. Ostatnie lata swego życia spędził w swym klasztorze gdzie zmarł w dniu 1 września.

## Kult
W średniowiecznej Europie był jednym z najpopularniejszych świętych (obok świętego Marcina). Ku jego czci wystawiono wiele kościołów we Francji, w Belgii, w Niemczech, w Austrii, na Węgrzech (wraz z dzisiejszą Słowacją), a także w Polsce.
Relikwie
Relikwie św. Idziego znajdują się od XVI wieku w krakowskiej Katedrze i inowłodzkim kościele, od XVIII/XIX wieku w Złotym Potoku (Cz) i Zrębicach.
2 września 2021 relikwie I stopnia, pochodzące z grobu w Saint Gilles, zostały wprowadzone do parafii św. Idziego w Choceniu (diecezja włocławska).
Dzień obchodów
Jego wspomnienie liturgiczne w kościele katolickim obchodzone jest 1 września.
W prawosławiu kult św. Idziego nie jest tak rozpowszechniony. Wspominany jest 1 września, tj. 14 września według kalendarza gregoriańskiego.
Patronat
Wzywany jest w razie bezpłodności i przeciw chorobom psychicznym. Jest patronem karmiących matek, rybaków, myśliwych, pasterzy, handlarzy końmi, rozbitków, epileptyków, chorych, rannych, grzeszników, łuczników, żebraków, zbłąkanych, dobrej spowiedzi, Styrii i Karyntii, Edynburga, Norymbergi, Osnabrücku, Brunszwiku, Tuluzy i Popradu.
Ikonografia
W ikonografii przedstawia się świętego w habicie zakonnym, często w jaskini lub na jej tle, z łanią i z ręką przebitą strzałą, czasem też z książką i laską pasterską w dłoni.

## Kościoły i sanktuaria
W Polsce, według Galla Anonima, kult św. Idziego rozpowszechnił się od drugiej połowy XI wieku, za sprawą Władysława Hermana i jego żony Judyty (księżniczki czeskiej).
Romańskie kościoły pod jego wezwaniem zachowały się m.in. w Krakowie, we Wrocławiu, w Krobi, w Inowłodzu, w Tarczku, a także nowsze m.in. w Wyszkowie (parafia w 1378, kościół w 1793, sanktuarium 1 września 2014 roku), w Zrębicach (sanktuarium), podkrakowskim Giebułtowie, Zakliczynie, wielkopolskim Mikorzynie (sanktuarium), w Bałdrzychowie (powiat poddębicki) i w Choceniu (diecezja włocławska).
W Rzymie powstał ekumeniczny ruch młodzieżowy pod patronatem św. Idziego – Wspólnota Sant’Egidio („Wspólnota św. Idziego”, wł. Comunità di Sant’Egidio).
W Pradze w kościele św. Idziego znajduje się parafia polska.